# Hetaerina rudis
Hetaerina rudis är en trollsländeart som beskrevs av Philip Powell Calvert 1901. Hetaerina rudis ingår i släktet Hetaerina och familjen jungfrusländor. IUCN kategoriserar arten globalt som sårbar. Inga underarter finns listade i Catalogue of Life.